# Gran Premio di superbike di Portimão 2021
Il Gran Premio di superbike di Portimão 2021 è stato l'undicesima prova del mondiale superbike del 2021. Nello stesso fine settimana si sono corsi la decima prova del campionato mondiale Supersport e l'ottava ed ultima prova del campionato mondiale Supersport 300.
I risultati delle gare hanno visto vincere, per quel che concerne il mondiale Superbike: Toprak Razgatlıoğlu in gara 1, Michael van der Mark in gara Superpole e Jonathan Rea in gara 2. Con l'affermazione in gara Superpole di van der Mark, la BMW torna a vincere una gara del mondiale Superbike a distanza di oltre otto anni dall'ultima vittoria, ottenuta da Chaz Davies in gara 2 al GP del Nürburgring del 2013.
Le gare del mondiale Supersport sono state vinte da: Jules Cluzel in gara 1  e Steven Odendaal in gara 2 mentre quelle del mondiale Supersport 300 sono andate a Samuel Di Sora in gara 1 (prima vittoria francese nella categoria) e Adrián Huertas in gara 2.
Giunto all'ultima prova stagionale il mondiale Supersport 300, il titolo piloti viene assegnato (già a termine della prima gara di sabato) al pilota spagnolo Adrián Huertas.

## Superbike gara 1

### Arrivati al traguardo
| Pos. | Nº | Pilota                | Squadra                         | Motocicletta         | Giri | Tempo     | Griglia | Punti |
| ---- | -- | --------------------- | ------------------------------- | -------------------- | ---- | --------- | ------- | ----- |
| 1º   | 54 | Toprak Razgatlıoğlu   | Pata Yamaha with Brixx          | Yamaha YZF R1        | 20   | 34'01.250 | 1º      | 25    |
| 2º   | 45 | Scott Redding         | Aruba.it Racing - Ducati        | Ducati Panigale V4 R | 20   | +0.691    | 4º      | 20    |
| 3º   | 11 | Loris Baz             | Team GoEleven                   | Ducati Panigale V4 R | 20   | +10.628   | 9º      | 16    |
| 4º   | 21 | Michael Ruben Rinaldi | Aruba.it Racing - Ducati        | Ducati Panigale V4 R | 20   | +12.901   | 10º     | 13    |
| 5º   | 91 | Leon Haslam           | Team HRC                        | Honda CBR1000 RR-R   | 20   | +13.305   | 3º      | 11    |
| 6º   | 31 | Garrett Gerloff       | GRT Yamaha                      | Yamaha YZF R1        | 20   | +13.596   | 8º      | 10    |
| 7º   | 47 | Axel Bassani          | Motocorsa Racing                | Ducati Panigale V4 R | 20   | +26.961   | 11º     | 9     |
| 8º   | 36 | Leandro Mercado       | MIE Racing Honda Racing         | Honda CBR1000 RR-R   | 20   | +28.826   | 12º     | 8     |
| 9º   | 50 | Eugene Laverty        | BMW Motorrad                    | BMW M 1000 RR        | 20   | +29.654   | 13º     | 7     |
| 10º  | 23 | Christophe Ponsson    | Gil Motor Sport-Yamaha          | Yamaha YZF R1        | 20   | +39.061   | 18º     | 6     |
| 11º  | 32 | Isaac Viñales         | Orelac Racing VerdNatura        | Kawasaki ZX-10RR     | 20   | +39.703   | 14º     | 5     |
| 12º  | 76 | Samuele Cavalieri     | Barni Racing                    | Ducati Panigale V4 R | 20   | +40.669   | 15º     | 4     |
| 13º  | 53 | Esteve Rabat          | Kawasaki Puccetti Racing        | Kawasaki ZX-10RR     | 20   | +41.275   | 20º     | 3     |
| 14º  | 3  | Kōta Nozane           | GRT Yamaha                      | Yamaha YZF R1        | 20   | +41.412   | 16º     | 2     |
| 15º  | 94 | Jonas Folger          | Bonovo MGM Racing               | BMW M 1000 RR        | 20   | +52.815   | 19º     | 1     |
| 16º  | 84 | Loris Cresson         | Outdo TPR Team Pedercini Racing | Kawasaki ZX-10RR     | 20   | +52.894   | 17º     |       |

### Ritirati
| Nº | Pilota               | Squadra                         | Motocicletta       | Giri | Griglia |
| -- | -------------------- | ------------------------------- | ------------------ | ---- | ------- |
| 19 | Álvaro Bautista      | Team HRC                        | Honda CBR1000 RR-R | 19   | 6º      |
| 60 | Michael van der Mark | BMW Motorrad                    | BMW M 1000 RR      | 15   | 5º      |
| 55 | Andrea Locatelli     | Pata Yamaha with Brixx          | Yamaha YZF R1      | 14   | 7º      |
| 16 | Gabriele Ruiu        | B-Max Racing                    | BMW M 1000 RR      | 8    | 22º     |
| 83 | Lachlan Epis         | Outdo TPR Team Pedercini Racing | Kawasaki ZX-10RR   | 7    | 21º     |
| 1  | Jonathan Rea         | Kawasaki Racing                 | Kawasaki ZX-10RR   | 4    | 2º      |

## Superbike gara Superpole

### Arrivati al traguardo
| Pos. | Nº | Pilota               | Squadra                         | Motocicletta         | Giri | Tempo     | Griglia | Punti |
| ---- | -- | -------------------- | ------------------------------- | -------------------- | ---- | --------- | ------- | ----- |
| 1º   | 60 | Michael van der Mark | BMW Motorrad                    | BMW M 1000 RR        | 10   | 19'17.562 | 5º      | 12    |
| 2º   | 45 | Scott Redding        | Aruba.it Racing - Ducati        | Ducati Panigale V4 R | 10   | +5.330    | 4º      | 9     |
| 3º   | 11 | Loris Baz            | Team GoEleven                   | Ducati Panigale V4 R | 10   | +7.066    | 9º      | 7     |
| 4º   | 55 | Andrea Locatelli     | Pata Yamaha with Brixx          | Yamaha YZF R1        | 10   | +9.264    | 7º      | 6     |
| 5º   | 19 | Álvaro Bautista      | Team HRC                        | Honda CBR1000 RR-R   | 10   | +9.753    | 6º      | 5     |
| 6º   | 54 | Toprak Razgatlıoğlu  | Pata Yamaha with Brixx          | Yamaha YZF R1        | 10   | +16.745   | 1º      | 4     |
| 7º   | 47 | Axel Bassani         | Motocorsa Racing                | Ducati Panigale V4 R | 10   | +19.047   | 11º     | 3     |
| 8º   | 31 | Garrett Gerloff      | GRT Yamaha                      | Yamaha YZF R1        | 10   | +19.115   | 8º      | 2     |
| 9º   | 50 | Eugene Laverty       | BMW Motorrad                    | BMW M 1000 RR        | 10   | +20.901   | 13º     | 1     |
| 10º  | 32 | Isaac Viñales        | Orelac Racing VerdNatura        | Kawasaki ZX-10RR     | 10   | +28.977   | 14º     |       |
| 11º  | 36 | Leandro Mercado      | MIE Racing Honda Racing         | Honda CBR1000 RR-R   | 10   | +31.057   | 12º     |       |
| 12º  | 76 | Samuele Cavalieri    | Barni Racing                    | Ducati Panigale V4 R | 10   | +38.997   | 15º     |       |
| 13º  | 94 | Jonas Folger         | Bonovo MGM Racing               | BMW M 1000 RR        | 10   | +41.330   | 19º     |       |
| 14º  | 53 | Esteve Rabat         | Kawasaki Puccetti Racing        | Kawasaki ZX-10RR     | 10   | +51.079   | 20º     |       |
| 15º  | 16 | Gabriele Ruiu        | B-Max Racing                    | BMW M 1000 RR        | 10   | +55.894   | 22º     |       |
| 16º  | 23 | Christophe Ponsson   | Gil Motor Sport-Yamaha          | Yamaha YZF R1        | 10   | +56.194   | 18º     |       |
| 17º  | 83 | Lachlan Epis         | Outdo TPR Team Pedercini Racing | Kawasaki ZX-10RR     | 10   | +1'23.343 | 21º     |       |

### Ritirati
| Nº | Pilota                | Squadra                         | Motocicletta         | Giri | Griglia |
| -- | --------------------- | ------------------------------- | -------------------- | ---- | ------- |
| 91 | Leon Haslam           | Team HRC                        | Honda CBR1000 RR-R   | 9    | 3º      |
| 3  | Kōta Nozane           | GRT Yamaha                      | Yamaha YZF R1        | 5    | 16º     |
| 1  | Jonathan Rea          | Kawasaki Racing                 | Kawasaki ZX-10RR     | 0    | 2º      |
| 21 | Michael Ruben Rinaldi | Aruba.it Racing - Ducati        | Ducati Panigale V4 R | 0    | 10º     |
| 84 | Loris Cresson         | Outdo TPR Team Pedercini Racing | Kawasaki ZX-10RR     | 0    | 17º     |

## Superbike gara 2

### Arrivati al traguardo
| Pos. | Nº | Pilota                | Squadra                  | Motocicletta         | Giri | Tempo     | Griglia | Punti |
| ---- | -- | --------------------- | ------------------------ | -------------------- | ---- | --------- | ------- | ----- |
| 1º   | 1  | Jonathan Rea          | Kawasaki Racing          | Kawasaki ZX-10RR     | 19   | 32'21.137 | 10º     | 25    |
| 2º   | 45 | Scott Redding         | Aruba.it Racing - Ducati | Ducati Panigale V4 R | 19   | +5.425    | 2º      | 20    |
| 3º   | 55 | Andrea Locatelli      | Pata Yamaha with Brixx   | Yamaha YZF R1        | 19   | +12.289   | 4º      | 16    |
| 4º   | 11 | Loris Baz             | Team GoEleven            | Ducati Panigale V4 R | 19   | +12.300   | 3º      | 13    |
| 5º   | 31 | Garrett Gerloff       | GRT Yamaha               | Yamaha YZF R1        | 19   | +13.956   | 8º      | 11    |
| 6º   | 60 | Michael van der Mark  | BMW Motorrad             | BMW M 1000 RR        | 19   | +15.289   | 1º      | 10    |
| 7º   | 21 | Michael Ruben Rinaldi | Aruba.it Racing - Ducati | Ducati Panigale V4 R | 19   | +20.639   | 12º     | 9     |
| 8º   | 91 | Leon Haslam           | Team HRC                 | Honda CBR1000 RR-R   | 19   | +20.933   | 11º     | 8     |
| 9º   | 47 | Axel Bassani          | Motocorsa Racing         | Ducati Panigale V4 R | 19   | +26.031   | 7º      | 7     |
| 10º  | 50 | Eugene Laverty        | BMW Motorrad             | BMW M 1000 RR        | 19   | +26.276   | 9º      | 6     |
| 11º  | 36 | Leandro Mercado       | MIE Racing Honda Racing  | Honda CBR1000 RR-R   | 19   | +31.493   | 13º     | 5     |
| 12º  | 32 | Isaac Viñales         | Orelac Racing VerdNatura | Kawasaki ZX-10RR     | 19   | +41.117   | 14º     | 4     |
| 13º  | 3  | Kōta Nozane           | GRT Yamaha               | Yamaha YZF R1        | 19   | +42.583   | 16º     | 3     |
| 14º  | 23 | Christophe Ponsson    | Gil Motor Sport-Yamaha   | Yamaha YZF R1        | 19   | +48.074   | 18º     | 2     |
| 15º  | 94 | Jonas Folger          | Bonovo MGM Racing        | BMW M 1000 RR        | 19   | +51.009   | 19º     | 1     |
| 16º  | 76 | Samuele Cavalieri     | Barni Racing             | Ducati Panigale V4 R | 19   | +57.467   | 15º     |       |

### Ritirati
| Nº | Pilota              | Squadra                         | Motocicletta       | Giri | Griglia |
| -- | ------------------- | ------------------------------- | ------------------ | ---- | ------- |
| 19 | Álvaro Bautista     | Team HRC                        | Honda CBR1000 RR-R | 17   | 5º      |
| 16 | Gabriele Ruiu       | B-Max Racing                    | BMW M 1000 RR      | 10   | 22º     |
| 54 | Toprak Razgatlıoğlu | Pata Yamaha with Brixx          | Yamaha YZF R1      | 9    | 6º      |
| 53 | Esteve Rabat        | Kawasaki Puccetti Racing        | Kawasaki ZX-10RR   | 6    | 20º     |
| 83 | Lachlan Epis        | Outdo TPR Team Pedercini Racing | Kawasaki ZX-10RR   | 4    | 21º     |
| 84 | Loris Cresson       | Outdo TPR Team Pedercini Racing | Kawasaki ZX-10RR   | 2    | 17º     |

## Supersport gara 1

### Arrivati al traguardo
| Pos. | Nº | Pilota                | Squadra                            | Motocicletta     | Giri | Tempo     | Griglia | Punti |
| ---- | -- | --------------------- | ---------------------------------- | ---------------- | ---- | --------- | ------- | ----- |
| 1º   | 16 | Jules Cluzel          | GMT94 Yamaha                       | Yamaha YZF R6    | 17   | 29'52.761 | 1º      | 25    |
| 2º   | 81 | Manuel González       | Yamaha ParkinGo                    | Yamaha YZF R6    | 17   | +0.389    | 4º      | 20    |
| 3º   | 77 | Dominique Aegerter    | Ten Kate Racing Yamaha             | Yamaha YZF R6    | 17   | +0.565    | 2º      | 16    |
| 4º   | 3  | Raffaele De Rosa      | Orelac Racing VerdNatura           | Kawasaki ZX-6R   | 17   | +0.669    | 6º      | 13    |
| 5º   | 66 | Niki Tuuli            | MV Agusta Corse Clienti            | MV Agusta F3 675 | 17   | +1.099    | 3º      | 11    |
| 6º   | 4  | Steven Odendaal       | Evan Bros. Yamaha                  | Yamaha YZF R6    | 17   | +1.486    | 7º      | 10    |
| 7º   | 21 | Randy Krummenacher    | CM Racing                          | Yamaha YZF R6    | 17   | +5.519    | 13º     | 9     |
| 8º   | 61 | Can Öncü              | Kawasaki Puccetti Racing           | Kawasaki ZX-6R   | 17   | +9.051    | 5º      | 8     |
| 9º   | 5  | Philipp Öttl          | Kawasaki Puccetti Racing           | Kawasaki ZX-6R   | 17   | +9.272    | 9º      | 7     |
| 10º  | 91 | Yari Montella         | GMT94 Yamaha                       | Yamaha YZF R6    | 17   | +9.464    | 10º     | 6     |
| 11º  | 56 | Péter Sebestyén       | Evan Bros. Yamaha                  | Yamaha YZF R6    | 17   | +18.124   | 16º     | 5     |
| 12º  | 52 | Patrick Hobelsberger  | Bonovo MGM Racing                  | Yamaha YZF R6    | 17   | +18.372   | 12º     | 4     |
| 13º  | 38 | Hannes Soomer         | Kallio Racing                      | Yamaha YZF R6    | 17   | +18.698   | 15º     | 3     |
| 14º  | 94 | Federico Caricasulo   | Biblion Iberica Yamaha Motoxracing | Yamaha YZF R6    | 17   | +22.048   | 8º      | 2     |
| 15º  | 50 | Ondřej Vostatek       | IXS-YART Yamaha                    | Yamaha YZF R6    | 17   | +32.635   | 19º     | 1     |
| 16º  | 24 | Leonardo Taccini      | Orelac Racing VerdNatura           | Kawasaki ZX-6R   | 17   | +32.649   | 22º     |       |
| 17º  | 22 | Federico Fuligni      | VFT Racing                         | Yamaha YZF R6    | 17   | +33.216   | 18º     |       |
| 18º  | 6  | María Herrera         | Biblion Iberica Yamaha Motoxracing | Yamaha YZF R6    | 17   | +38.180   | 27º     |       |
| 19º  | 25 | Marcel Brenner        | VFT Racing                         | Yamaha YZF R6    | 17   | +38.225   | 17º     |       |
| 20º  | 92 | Billy Van Eerde       | IXS-YART Yamaha                    | Yamaha YZF R6    | 17   | +38.614   | 26º     |       |
| 21º  | 95 | Vertti Takala         | Kallio Racing                      | Yamaha YZF R6    | 17   | +38.784   | 23º     |       |
| 22º  | 55 | Galang Hendra Pratama | Ten Kate Racing Yamaha             | Yamaha YZF R6    | 17   | +39.682   | 24º     |       |
| 23º  | 42 | Stéphane Frossard     | Moto Team Jura Vitesse             | Yamaha YZF R6    | 17   | +53.667   | 25º     |       |
| 24º  | 2  | Luigi Montella        | Chiodo Moto Racing                 | Yamaha YZF R6    | 17   | +1'00.976 | 28º     |       |
| 25º  | 82 | Pedro Nuno            | G.A.P. Motozoo Racing by Puccetti  | Kawasaki ZX-6R   | 17   | +1'11.124 | 30º     |       |
| 26º  | 40 | Unai Orradre          | Yamaha MS Racing                   | Yamaha YZF R6    | 15   | +2 giri   | 21º     |       |

### Ritirati
| Nº | Pilota             | Squadra          | Motocicletta  | Giri | Griglia |
| -- | ------------------ | ---------------- | ------------- | ---- | ------- |
| 28 | Glenn van Straalen | EAB Racing       | Yamaha YZF R6 | 14   | 11º     |
| 96 | David Sanchis      | WRP Wepol Racing | Yamaha YZF R6 | 5    | 20º     |
| 34 | Kevin Manfredi     | Altogo Racing    | Yamaha YZF R6 | 4    | 14º     |
| 69 | Eduardo Montero    | DK Motorsport    | Yamaha YZF R6 | 2    | 29º     |

## Supersport gara 2

### Arrivati al traguardo
| Pos. | Nº | Pilota                | Squadra                            | Motocicletta   | Giri | Tempo     | Griglia | Punti |
| ---- | -- | --------------------- | ---------------------------------- | -------------- | ---- | --------- | ------- | ----- |
| 1º   | 4  | Steven Odendaal       | Evan Bros. Yamaha                  | Yamaha YZF R6  | 17   | 30'04.590 | 7º      | 25    |
| 2º   | 16 | Jules Cluzel          | GMT94 Yamaha                       | Yamaha YZF R6  | 17   | +0.011    | 1º      | 20    |
| 3º   | 94 | Federico Caricasulo   | Biblion Iberica Yamaha Motoxracing | Yamaha YZF R6  | 17   | +0.364    | 8º      | 16    |
| 4º   | 81 | Manuel González       | Yamaha ParkinGo                    | Yamaha YZF R6  | 17   | +0.629    | 4º      | 13    |
| 5º   | 77 | Dominique Aegerter    | Ten Kate Racing Yamaha             | Yamaha YZF R6  | 17   | +3.196    | 2º      | 11    |
| 6º   | 91 | Yari Montella         | GMT94 Yamaha                       | Yamaha YZF R6  | 17   | +5.247    | 10º     | 10    |
| 7º   | 21 | Randy Krummenacher    | CM Racing                          | Yamaha YZF R6  | 17   | +6.721    | 13º     | 9     |
| 8º   | 5  | Philipp Öttl          | Kawasaki Puccetti Racing           | Kawasaki ZX-6R | 17   | +9.428    | 9º      | 8     |
| 9º   | 56 | Péter Sebestyén       | Evan Bros. Yamaha                  | Yamaha YZF R6  | 17   | +9.758    | 16º     | 7     |
| 10º  | 61 | Can Öncü              | Kawasaki Puccetti Racing           | Kawasaki ZX-6R | 17   | +18.317   | 5º      | 6     |
| 11º  | 34 | Kevin Manfredi        | Altogo Racing                      | Yamaha YZF R6  | 17   | +19.119   | 14º     | 5     |
| 12º  | 96 | David Sanchis         | WRP Wepol Racing                   | Yamaha YZF R6  | 17   | +20.426   | 20º     | 4     |
| 13º  | 38 | Hannes Soomer         | Kallio Racing                      | Yamaha YZF R6  | 17   | +20.461   | 15º     | 3     |
| 14º  | 3  | Raffaele De Rosa      | Orelac Racing VerdNatura           | Kawasaki ZX-6R | 17   | +21.766   | 6º      | 2     |
| 15º  | 52 | Patrick Hobelsberger  | Bonovo MGM Racing                  | Yamaha YZF R6  | 17   | +21.769   | 12º     | 1     |
| 16º  | 22 | Federico Fuligni      | VFT Racing                         | Yamaha YZF R6  | 17   | +31.620   | 18º     |       |
| 17º  | 25 | Marcel Brenner        | VFT Racing                         | Yamaha YZF R6  | 17   | +32.732   | 17º     |       |
| 18º  | 50 | Ondřej Vostatek       | IXS-YART Yamaha                    | Yamaha YZF R6  | 17   | +33.367   | 19º     |       |
| 19º  | 95 | Vertti Takala         | Kallio Racing                      | Yamaha YZF R6  | 17   | +38.991   | 23º     |       |
| 20º  | 92 | Billy Van Eerde       | IXS-YART Yamaha                    | Yamaha YZF R6  | 17   | +40.843   | 26º     |       |
| 21º  | 55 | Galang Hendra Pratama | Ten Kate Racing Yamaha             | Yamaha YZF R6  | 17   | +41.100   | 24º     |       |
| 22º  | 42 | Stéphane Frossard     | Moto Team Jura Vitesse             | Yamaha YZF R6  | 17   | +41.139   | 25º     |       |
| 23º  | 6  | María Herrera         | Biblion Iberica Yamaha Motoxracing | Yamaha YZF R6  | 17   | +44.350   | 27º     |       |
| 24º  | 2  | Luigi Montella        | Chiodo Moto Racing                 | Yamaha YZF R6  | 17   | +1'25.425 | 28º     |       |

### Ritirati
| Nº | Pilota             | Squadra                           | Motocicletta     | Giri | Griglia |
| -- | ------------------ | --------------------------------- | ---------------- | ---- | ------- |
| 82 | Pedro Nuno         | G.A.P. Motozoo Racing by Puccetti | Kawasaki ZX-6R   | 16   | 30º     |
| 66 | Niki Tuuli         | MV Agusta Corse Clienti           | MV Agusta F3 675 | 15   | 3º      |
| 28 | Glenn van Straalen | EAB Racing                        | Yamaha YZF R6    | 10   | 11º     |
| 40 | Unai Orradre       | Yamaha MS Racing                  | Yamaha YZF R6    | 3    | 21º     |
| 24 | Leonardo Taccini   | Orelac Racing VerdNatura          | Kawasaki ZX-6R   | 2    | 22º     |
| 69 | Eduardo Montero    | DK Motorsport                     | Yamaha YZF R6    | 0    | 29º     |

## Supersport 300 gara 1

### Arrivati al traguardo
| Pos. | Nº | Pilota                 | Squadra                                  | Motocicletta       | Giri | Tempo     | Griglia | Punti |
| ---- | -- | ---------------------- | ---------------------------------------- | ------------------ | ---- | --------- | ------- | ----- |
| 1º   | 46 | Samuel Di Sora         | Leader Team Flembbo                      | Kawasaki Ninja 400 | 13   | 25'29.309 | 18º     | 25    |
| 2º   | 99 | Adrián Huertas         | MTM Kawasaki                             | Kawasaki Ninja 400 | 13   | +0.067    | 1º      | 20    |
| 3º   | 61 | Yuta Okaya             | MTM Kawasaki                             | Kawasaki Ninja 400 | 13   | +0.068    | 6º      | 16    |
| 4º   | 54 | Bahattin Sofuoğlu      | Biblion Yamaha Motoxracing               | Yamaha YZF-R3      | 13   | +0.069    | 3º      | 13    |
| 5º   | 69 | Tom Booth-Amos         | Fusport - Rt Motorsports by SKM Kawasaki | Kawasaki Ninja 400 | 13   | +0.424    | 12º     | 11    |
| 6º   | 60 | Dirk Geiger            | Fusport - Rt Motorsports by SKM Kawasaki | Kawasaki Ninja 400 | 13   | +0.844    | 11º     | 10    |
| 7º   | 58 | Iñigo Iglesias         | SMW Racing                               | Kawasaki Ninja 400 | 13   | +0.849    | 2º      | 9     |
| 8º   | 17 | Koen Meuffels          | MTM Kawasaki                             | Kawasaki Ninja 400 | 13   | +0.907    | 10º     | 8     |
| 9º   | 83 | Meikon Kawakami        | AD78 Team Brasil by MS Racing            | Yamaha YZF-R3      | 13   | +0.914    | 8º      | 7     |
| 10º  | 8  | Bruno Ieraci           | Prodina Team                             | Kawasaki Ninja 400 | 13   | +1.082    | 16º     | 6     |
| 11º  | 85 | Kevin Sabatucci        | Kawasaki GP Project                      | Kawasaki Ninja 400 | 13   | +1.802    | 14º     | 5     |
| 12º  | 52 | Oliver König           | Movisio by MIE                           | Kawasaki Ninja 400 | 13   | +1.810    | 7º      | 4     |
| 13º  | 77 | Ruben Bijman           | Machado Came                             | Yamaha YZF-R3      | 13   | +1.850    | 27º     | 3     |
| 14º  | 15 | Alfonso Coppola        | Team Trasimeno                           | Yamaha YZF-R3      | 13   | +1.932    | 9º      | 2     |
| 15º  | 11 | Ana Carrasco           | Kawasaki Provec                          | Kawasaki Ninja 400 | 13   | +2.180    | 21º     | 1     |
| 16º  | 87 | Eliton Gohara Kawakami | AD78 Team Brasil by MS Racing            | Yamaha YZF-R3      | 13   | +12.446   | 4º      |       |
| 17º  | 7  | Johan Gimbert          | Outdo TPR Team Pedercini Racing          | Kawasaki Ninja 400 | 13   | +12.702   | 20º     |       |
| 18º  | 59 | Alessandro Zanca       | Kawasaki GP Project                      | Kawasaki Ninja 400 | 13   | +12.763   | 24º     |       |
| 19º  | 28 | Yeray Ruiz             | Yamaha MS Racing                         | Yamaha YZF-R3      | 13   | +13.186   | 29º     |       |
| 20º  | 98 | Alex Millán            | 2R Racing                                | Kawasaki Ninja 400 | 13   | +13.222   | 31º     |       |
| 21º  | 32 | Tomás Alonso           | Quaresma Racing                          | Kawasaki Ninja 400 | 13   | +13.270   | 19º     |       |
| 22º  | 93 | Marco Gaggi            | Biblion Yamaha Motoxracing               | Yamaha YZF-R3      | 13   | +13.950   | 25º     |       |
| 23º  | 26 | Mirko Gennai           | Brcorse                                  | Yamaha YZF-R3      | 13   | +13.982   | 28º     |       |
| 24º  | 43 | Harry Khouri           | Fusport - Rt Motorsports by SKM Kawasaki | Kawasaki Ninja 400 | 13   | +14.142   | 30º     |       |
| 25º  | 23 | Sylvain Markarian      | Leader Team Flembbo                      | Kawasaki Ninja 400 | 13   | +14.636   | 13º     |       |
| 26º  | 41 | Marc García            | Prodina Team                             | Kawasaki Ninja 400 | 13   | +18.568   | 22º     |       |
| 27º  | 97 | Filippo Palazzi        | ProGP Racing                             | Yamaha YZF-R3      | 13   | +18.584   | 34º     |       |
| 28º  | 35 | Yeray Saiz Marquez     | Vinales Racing                           | Yamaha YZF-R3      | 13   | +18.621   | 33º     |       |
| 29º  | 72 | Victor Steeman         | Freudenberg KTM                          | KTM RC 390 R       | 13   | +24.584   | 40º     |       |
| 30º  | 56 | Jonáš Kocourek         | Accolade Smrz Racing                     | Kawasaki Ninja 400 | 13   | +30.661   | 36º     |       |
| 31º  | 55 | Antonio Frappola       | Chiodo Moto Racing                       | Kawasaki Ninja 400 | 13   | +45.943   | 35º     |       |
| 32º  | 70 | Miguel Duarte          | Yamaha MS Racing                         | Yamaha YZF-R3      | 13   | +1'41.655 | 39º     |       |
| 33º  | 22 | Joel Romero            | SMW Racing                               | Kawasaki Ninja 400 | 13   | +1'49.273 | 41º     |       |

### Ritirati
| Nº | Pilota              | Squadra              | Motocicletta       | Giri | Griglia |
| -- | ------------------- | -------------------- | ------------------ | ---- | ------- |
| 73 | José Pérez González | Accolade Smrz Racing | Kawasaki Ninja 400 | 9    | 26º     |
| 1  | Jeffrey Buis        | MTM Kawasaki         | Kawasaki Ninja 400 | 8    | 5º      |
| 88 | Daniel Mogeda       | Team#109 Kawasaki    | Kawasaki Ninja 400 | 7    | 32º     |
| 53 | Petr Svoboda        | WRP Wepol Racing     | Yamaha YZF-R3      | 4    | 23º     |
| 80 | Gabriele Mastroluca | ProGP Racing         | Yamaha YZF-R3      | 4    | 15º     |
| 94 | Facundo Llambias    | Machado Came         | Yamaha YZF-R3      | 3    | 17º     |
| 18 | Indy Offer          | SMW Racing           | Kawasaki Ninja 400 | 0    | 38º     |
| 66 | Dinis Borges        | Speed Master Racing  | Kawasaki Ninja 400 | 0    | 37º     |

## Supersport 300 gara 2

### Arrivati al traguardo
| Pos. | Nº | Pilota                 | Squadra                                  | Motocicletta       | Giri | Tempo     | Griglia | Punti |
| ---- | -- | ---------------------- | ---------------------------------------- | ------------------ | ---- | --------- | ------- | ----- |
| 1º   | 99 | Adrián Huertas         | MTM Kawasaki                             | Kawasaki Ninja 400 | 13   | 25'26.680 | 1º      | 25    |
| 2º   | 69 | Tom Booth-Amos         | Fusport - Rt Motorsports by SKM Kawasaki | Kawasaki Ninja 400 | 13   | +2.077    | 13º     | 20    |
| 3º   | 58 | Iñigo Iglesias         | SMW Racing                               | Kawasaki Ninja 400 | 13   | +2.196    | 2º      | 16    |
| 4º   | 61 | Yuta Okaya             | MTM Kawasaki                             | Kawasaki Ninja 400 | 13   | +3.049    | 6º      | 13    |
| 5º   | 60 | Dirk Geiger            | Fusport - Rt Motorsports by SKM Kawasaki | Kawasaki Ninja 400 | 13   | +3.100    | 12º     | 11    |
| 6º   | 17 | Koen Meuffels          | MTM Kawasaki                             | Kawasaki Ninja 400 | 13   | +3.586    | 11º     | 10    |
| 7º   | 52 | Oliver König           | Movisio by MIE                           | Kawasaki Ninja 400 | 13   | +3.667    | 7º      | 9     |
| 8º   | 26 | Mirko Gennai           | Brcorse                                  | Yamaha YZF-R3      | 13   | +3.788    | 28º     | 8     |
| 9º   | 73 | José Pérez González    | Accolade Smrz Racing                     | Kawasaki Ninja 400 | 13   | +3.992    | 26º     | 7     |
| 10º  | 8  | Bruno Ieraci           | Prodina Team                             | Kawasaki Ninja 400 | 13   | +4.037    | 17º     | 6     |
| 11º  | 80 | Gabriele Mastroluca    | ProGP Racing                             | Yamaha YZF-R3      | 13   | +4.302    | 16º     | 5     |
| 12º  | 85 | Kevin Sabatucci        | Kawasaki GP Project                      | Kawasaki Ninja 400 | 13   | +4.314    | 15º     | 4     |
| 13º  | 83 | Meikon Kawakami        | AD78 Team Brasil by MS Racing            | Yamaha YZF-R3      | 13   | +4.314    | 8º      | 3     |
| 14º  | 72 | Victor Steeman         | Freudenberg KTM                          | KTM RC 390 R       | 13   | +4.465    | 9º      | 2     |
| 15º  | 28 | Yeray Ruiz             | Yamaha MS Racing                         | Yamaha YZF-R3      | 13   | +4.899    | 29º     | 1     |
| 16º  | 98 | Alex Millán            | 2R Racing                                | Kawasaki Ninja 400 | 13   | +4.937    | 31º     |       |
| 17º  | 54 | Bahattin Sofuoğlu      | Biblion Yamaha Motoxracing               | Yamaha YZF-R3      | 13   | +5.184    | 3º      |       |
| 18º  | 43 | Harry Khouri           | Fusport - Rt Motorsports by SKM Kawasaki | Kawasaki Ninja 400 | 13   | +5.962    | 30º     |       |
| 19º  | 87 | Eliton Gohara Kawakami | AD78 Team Brasil by MS Racing            | Yamaha YZF-R3      | 13   | +6.022    | 4º      |       |
| 20º  | 59 | Alessandro Zanca       | Kawasaki GP Project                      | Kawasaki Ninja 400 | 13   | +15.358   | 24º     |       |
| 21º  | 11 | Ana Carrasco           | Kawasaki Provec                          | Kawasaki Ninja 400 | 13   | +15.433   | 21º     |       |
| 22º  | 53 | Petr Svoboda           | WRP Wepol Racing                         | Yamaha YZF-R3      | 13   | +15.701   | 23º     |       |
| 23º  | 7  | Johan Gimbert          | Outdo TPR Team Pedercini Racing          | Kawasaki Ninja 400 | 13   | +15.703   | 20º     |       |
| 24º  | 93 | Marco Gaggi            | Biblion Yamaha Motoxracing               | Yamaha YZF-R3      | 13   | +15.757   | 25º     |       |
| 25º  | 23 | Sylvain Markarian      | Leader Team Flembbo                      | Kawasaki Ninja 400 | 13   | +15.774   | 14º     |       |
| 26º  | 35 | Yeray Saiz Marquez     | Vinales Racing                           | Yamaha YZF-R3      | 13   | +15.800   | 32º     |       |
| 27º  | 32 | Tomás Alonso           | Quaresma Racing                          | Kawasaki Ninja 400 | 13   | +15.852   | 19º     |       |
| 28º  | 1  | Jeffrey Buis           | MTM Kawasaki                             | Kawasaki Ninja 400 | 13   | +21.459   | 5º      |       |
| 29º  | 41 | Marc García            | Prodina Team                             | Kawasaki Ninja 400 | 13   | +22.673   | 22º     |       |
| 30º  | 97 | Filippo Palazzi        | ProGP Racing                             | Yamaha YZF-R3      | 13   | +36.117   | 33º     |       |
| 31º  | 66 | Dinis Borges           | Speed Master Racing                      | Kawasaki Ninja 400 | 13   | +36.967   | 36º     |       |
| 32º  | 77 | Ruben Bijman           | Machado Came                             | Yamaha YZF-R3      | 13   | +42.259   | 27º     |       |
| 33º  | 55 | Antonio Frappola       | Chiodo Moto Racing                       | Kawasaki Ninja 400 | 13   | +42.879   | 34º     |       |
| 34º  | 56 | Jonáš Kocourek         | Accolade Smrz Racing                     | Kawasaki Ninja 400 | 13   | +47.200   | 35º     |       |
| 35º  | 22 | Joel Romero            | SMW Racing                               | Kawasaki Ninja 400 | 13   | +1'17.132 | 37º     |       |
| 36º  | 70 | Miguel Duarte          | Yamaha MS Racing                         | Yamaha YZF-R3      | 13   | +1'23.841 | 38º     |       |

### Ritirati
| Nº | Pilota          | Squadra             | Motocicletta       | Giri | Griglia |
| -- | --------------- | ------------------- | ------------------ | ---- | ------- |
| 15 | Alfonso Coppola | Team Trasimeno      | Yamaha YZF-R3      | 9    | 10º     |
| 46 | Samuel Di Sora  | Leader Team Flembbo | Kawasaki Ninja 400 | 8    | 18º     |